# Brase (Neustadt am Rübenberge)
Brase ist ein nördlicher Ortsteil der Stadt Neustadt am Rübenberge in der niedersächsischen Region Hannover.

## Geografie

### Lage
Brase liegt östlich der Landesstraße 191 und ist nördlich, östlich und südöstlich von der Leine umschlossen. Südlicher Nachbar ist Mandelsloh, östlicher Warmeloh und nördlicher Niedernstöcken. Westlich liegen in größerer Entfernung Lutter, Laderholz und Rodewald.

### Ortsgliederung
- Brase (Hauptort)
- Dinstorf

## Geschichte
Die erste urkundliche Erwähnung ist bereits für das Jahr 1250 unter dem Namen Brase belegt. Brase gehörte im 13. Jahrhundert zum Kirchspiel Mandelsloh, denn der Mindener Bischof Voloqin übertrug dem Kloster Mariensee im Jahr 1282 den Kirchenzehnten des Ortes Brase aus dem Kirchspiel Mandelsloh, wohingegen das Kloster der Propstei des Johannesstiftes, welcher dieser Zehnt zustand, 60 Mark Bremer Silber übertrug.
Am 26. September 1330 verkaufte der Knappe Heinrich von Hodeberg einen Hof an die Herzöge Otto III. und Wilhelm II. von Braunschweig-Lüneburg. Im Lehnsregister von Braunschweig-Lüneburg um 1360/1370 werden für Brase ein Hof und vier Katstellen genannt. Am 26. Juli 1360 übereignete Mechthild, die Witwe des Nikolaus von Ahlden, und ihr Sohn Lamprecht dem Kloster Mariensee zwei Hufen. Für den 1. August desselben Jahres ist außerdem ein Verkauf von zwei Hufen an das Kloster durch Lamprecht und seine beiden Brüder belegt.

### Eingemeindungen
Im Zuge der Gebietsreform in Niedersachsen wurde Brase am 1. März 1974 in die Stadt Neustadt am Rübenberge eingegliedert.

### Einwohnerentwicklung
| Jahr | Einwohner | Quelle |
| ---- | --------- | ------ |
| 1689 | 088       | [ 10 ] |
| 1768 | 101       | [ 10 ] |
| 1848 | 150       | [ 11 ] |
| 1852 | 152       | [ 10 ] |
| 1853 | 152       | [ 12 ] |
| 1859 | 154       | [ 13 ] |
| 1867 | 151       | [ 14 ] |
| 1871 | 132       | [ 14 ] |
| 1910 | 126       | [ 15 ] |
| 1925 | 111       | [ 16 ] |
| 1933 | 133       | [ 16 ] |
| 1939 | 138       | [ 16 ] |

| Jahr | Einwohner | Quelle |
| ---- | --------- | ------ |
| 1950 | 326       | [ 17 ] |
| 1953 | 304       | [ 18 ] |
| 1956 | 208       | [ 17 ] |
| 1961 | 147       | [ 9 ]  |
| 1970 | 112       | [ 9 ]  |
| 1972 | 128       | [ 19 ] |
| 2011 | 0111 ¹    |        |
| 2016 | 113       | [ 1 ]  |
| 2020 | 116       | [ 20 ] |
| 2023 | 110       | [ 21 ] |
| 2024 | 116       | [ 2 ]  |

¹ laut Versionsgeschichte von Brase

## Politik

### Ortsrat
Der gemeinsame Ortsrat von Mandelsloh, Amedorf, Brase/Dinstorf, Evensen, Lutter, Niedernstöcken, Stöckendrebber und Welze setzt sich aus drei Ratsfrauen und acht Ratsherren zusammen. Im Ortsrat befinden sich zusätzlich 19 beratende Mitglieder.
Sitzverteilung:
- SPD: 4 Sitze
- CDU: 3 Sitze
- UWG-NRÜ: 3 Sitze
- Piraten: 1 Sitz

(Stand: Kommunalwahl 11. September 2016)

### Ortsbürgermeister
Der Ortsbürgermeister ist Günter Hahn (UWG NRÜ). Sein Stellvertreter ist Tillmann Zietz (CDU).

## Kultur und Sehenswürdigkeiten
Baudenkmale